# Nesillas
A Nesillas a madarak osztályának verébalakúak (Passeriformes) rendjébe és a nádiposzátafélék (Acrocephalidae) családjába tartozó nem.

## Rendszerezésük
A nemet Harry Church Oberholser írta le 1899-ben, az alábbi 6 faj tartozik ide:
- Tsikirity-bokorposzáta (Nesillas typica)
- Nesillas lantzii
- Nesillas longicaudata
- Nesillas brevicaudata
- Comoro-szigeteki bokorposzáta (Nesillas mariae)
- aldabrai poszáta (Nesillas aldabrana) – kihalt